# 칸돔블레

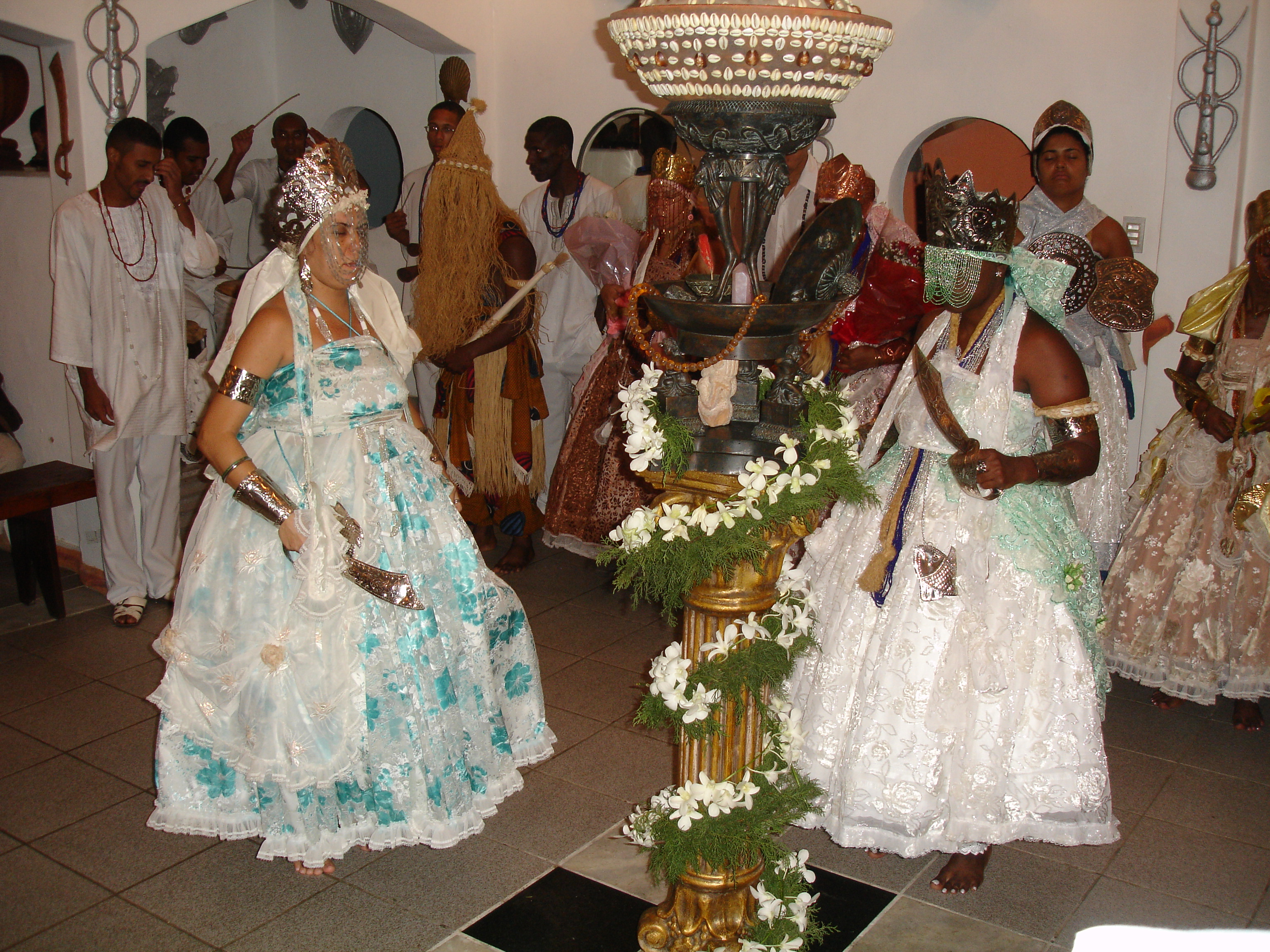

칸돔블레(Candomblé)는 노예 신분으로 브라질로 건너온 아프리카인들이 들여온 종교이다. 아프리카 민속 종교와 가톨릭이 합쳐져서 독특한 형태로 변형되었다.